# Vernonia georgiana
Vernonia georgiana là một loài thực vật có hoa trong họ Cúc. Loài này được Bartlett miêu tả khoa học đầu tiên năm 1910.